# Общество друзей (революционная группа)
О́бщество друзе́й — подпольная революционная группа, существовавшая в Российской империи в 1876—1877 годах.

## История
В 1876 году в Российской империи была создана подпольная организация, получившая название «Земля и воля». Организация ставила перед собой цель подготовки в стране крестьянской революции, но одновременно с этим игнорировала проведение революционной агитации среди рабочих. Часть несогласных с таким подходом членов «Земли и воли» была несогласна с таким решением, поэтому решила создать параллельный кружок, направленный на проведение революционной агитации среди рабочих. Основателями кружка были Марк Андреевич Натансон и Николай Николаевич Хазов. Некоторые эмиссары группы разъехались под другим городам страны, где проводили агитацию среди рабочих, так Лев Маркович Зак отправился в Самару, где поступил на завод (под фамилией Заковского), Иустин Александрович Жейц занимался агитацией в Москве и так далее.
6 (18) декабря 1876 года года группа провела свою единственную публичную акцию — демонстрацию на Казанской площади в Санкт-Петербурге. На этой демонстрации было впервые поднято красное знамя. Полиция оценила число участников манифестации в 150 человек, в её ходе были задержаны 20 мужчин и 11 женщин. Позднее по разным городам России были арестованы многие другие предположительные участники тайной организации. Несмотря на то, что не все они были членами кружка, сам процесс получил в полицейских отчётах и частично в исторической литературе название «Дела „Общества друзей“». Связано это было с тем, что 11 (23) февраля 1877 года в III отделение явился человек, назвавшийся крестьянином Николаем Шарашкиным, заявил, что является членом тайного «Общества друзей» и в качестве доказательства предъявил три изданных обществом брошюры «запрещённого содержания». Шарашкин также заявил, что раскаивается в своей деятельности, готов сотрудничать с властями и передал жандармам имена известных ему членов общества.
По делу «Общества друзей» в различных городах Российской империи были задержаны десятки человек, часть из них привлечена к суду, но невозможно определить, какое количество из них действительно имело отношение к организации. Единственный крупный судебный процесс прошёл в 1880 году — на нём было 11 подсудимых, 7 из них были приговорены к различным срокам каторги, 4 – к ссылке в Сибирь.